# Кирпичный завод (Кировская область)
Кирпичный завод — упразднённый населённый пункт (тип:	завод) на территории города Советска в Советском районе Кировской области России. Входил в состав Смоленцевского сельсовета.

## География
Кирпичный завод находится в южной части области, в зоне хвойно-широколиственных лесов, по реке Кукарка, между двумя селениями: административного центра сельсовета — д. Смоленцево и пос. Кошкино.

### Географическое положение
В радиусе трёх километров:
- д. Кошкино (← 0.5 км)
- д. Смоленцево (↖ 0.7 км)
- поч. Кожевинcкий (↖ 1.3 км)
- поч. Рыков малый (↙ 1.5 км)
- поч. Томинский (↙ 1.7 км)
- д. Подмонастырская Слободка (↖ 1.8 км)
- д. Шарово (↙ 1.8 км)
- д. Ташово (↗ 1.8 км)
- д. Самоделкино (↗ 1.8 км)
- д. Грехово (↗ 2.3 км)
- д. Жучково (↓ 2.6 км)
- д. Епимахово (↙ 2.7 км)
- д. Кокур (↘ 2.7 км)
- пос. Зелёный (↓ 2.8 км)
- д. Потаничи (↑ 2.8 км)
- поч. Рыково (↓ ≈2.8 км)

## Климат
Климат характеризуется как умерено континентальный, с тёплым летом и холодной длительной зимой. Среднегодовая температура — 2 — 2,3 °C. Средняя температура воздуха самого холодного месяца (января) составляет −14 °C; самого тёплого месяца (июля) — 18,2 — 18,3 °C. Период с отрицательными температурами длится около 160 дней. Годовое количество атмосферных осадков — 530—550 мм.

## История
Поселение упоминается впервые в документах	всесоюзной переписи 1926 года (Список населённых мест Вятской губернии по переписи населения 1926 г.). Входил в Яранский уезд, Советская волость.

## Население
В 1926 году в одном дворе проживал 1 человек, мужчина.

## Инфраструктура
Кирпичный завод.

## Транспорт
Просёлочная дорога.